# Benjamin Dousa
Benjamin Arif Dousa, född 5 december 1992 i Kista församling, Stockholms län, är en svensk moderat politiker. Han är sedan 10 september 2024 Sveriges bistånds- och utrikeshandelsminister i regeringen Kristersson. Han var förbundsordförande för Moderaternas ungdomsförbund (MUF) 2016–2020, vd för Timbro 2020–2023 och vd för Företagarna 2023–2024.

## Utbildning
Dousa avlade 2015 kandidatexamen vid Handelshögskolan i Stockholm och satt sedan i dess styrelse under åren 2019–2024. Mellan studierna och ordförandeskapet i Moderata Ungdomsförbundet arbetade han som makroanalytiker på SEB.

## Politisk karriär
Benjamin Dousa inledde sitt politiska engagemang som ordförande för MUF Järva. Han engagerade sig i förortsfrågor och drev kampanjen "Stoppa förortsvåldet" för att uppmärksamma att våldet i ytterstaden bör tas på minst lika stort allvar som det som sker i innerstaden. Detta var en reaktion på kampanjen Stoppa gatuvåldet. För denna kampanj blev han 2009 belönad med Konservativ skolungdoms stiftelses stipendium som går till personer som har lyckats bilda opinion i en viss fråga. Dousa var riksordförande för Moderat Skolungdom mellan mars 2012 och mars 2013 samt riksordförande för Moderata Studenter mellan januari 2014 och mars 2016.
Dousa valdes den 29 oktober 2016 till förbundsordförande för Moderata ungdomsförbundet genom att i votering besegra den sittande ordföranden Rasmus Törnblom med 66 röster mot 33. Han omvaldes för två ytterligare år i november 2018. Efter valet 2018 blev Dousa även ordförande i Rinkeby-Kista stadsdelsnämnd, där han bland annat drev frågor om ökad trygghet genom att anlita ordningsvakter i stadsdelen.
När Expressen i januari 2020 rankade mäktiga politiker under 30 år intog Dousa förstaplaceringen.
Dousa meddelade i en intervju med Aftonbladet den 11 maj 2020 att han hade för avsikt att lämna politiken helt efter MUF-stämman på hösten samma år.

### Timbro och Företagarna
I november 2020 tillträdde Dousa som verkställande direktör för tankesmedjan Timbro. I den rollen var han också ansvarig för Näringslivets mediaservice.
I december 2023 tillträdde Dousa som verkställande direktör i intresseorganisationen Företagarna.

### Statsråd (2024– )
I samband med riksdagens högtidliga öppnande den 10 september 2024 genomförde statsminister Ulf Kristersson en regeringsombildning, och presenterade då Dousa som ny bistånds- och utrikeshandelsminister.
Den 21 november 2024 deltog Dousa i ett möte med EU:s handelsministrar i Bryssel. Diskussionerna fokuserade på EU:s framtida handelspolitik och relationerna med USA. Dousa betonade vikten av att stärka EU:s konkurrenskraft genom fler frihandelsavtal och framhöll behovet av ett nära handelsförhållande med USA.
Dousa uttryckte optimism kring möjligheten att slutföra handelsavtalet mellan EU och Mercosur-länderna i Latinamerika, trots viss kritik från andra EU-länder. Han betonade avtalets betydelse för svensk export och import av kritiska råvaror.
I Ekots lördagsintervju 23 november 2024 uttryckte Dousa oro över potentiella handelstullar från USA:s tillträdande president Donald Trump, vilket skulle kunna leda till ett storskaligt handelskrig med negativa effekter på svensk och europeisk BNP. Han betonade vikten av att EU förblir enat och förberett för olika scenarier.
Den 16–18 december 2024 besökte Dousa Israel och Palestina för att få en uppdaterad bild av den humanitära situationen under det pågående kriget i Gaza. Han träffade lokala ledare och representanter för humanitära organisationer för att diskutera behovet av obehindrat humanitärt tillträde och säkerhet för humanitära aktörer.
I februari 2025 meddelade Dousa att Sverige var redo att omprioritera sitt internationella bistånd för att hjälpa länder som drabbats av USA:s beslut att avsevärt begränsa sin biståndsmyndighet USAID. Fokus skulle ligga på hälsoområdet, kvinnors och flickors rättigheter samt stöd till Ukraina.

## Politiska åsikter
Under tiden som ordförande i Moderata Ungdomsförbundet drev Dousa frågan om att strama åt migrationskostnaderna, bland annat genom att invandrare genom arbete ska kvalificera sig till välfärden och genom att införa ett bidragstak i syfte att skapa incitament till egenförsörjning. Vidare lanserade MUF under hans ledning "Den gröna högern" med ambitionen att möta vänsterns lösningar på miljöfrågorna med marknadsekonomiska instrument och fokus på effektivitet. Exempelvis drev han en linje om ökat klimatbistånd och värnande av kärnkraften.
Dousa har också emellanåt intagit en kritisk hållning gentemot Moderaterna. Inom skolpolitiken anser han att partiet har haft en alltför okritisk inställning gentemot friskolekoncernerna. För att värna det fria skolvalet, som Moderata Ungdomsförbundet är starka tillskyndare till, behövs ett system där skolorna inte kan dra ner på undervisningstid för att tjäna pengar, hävdar han.

## Övrigt
I maj 2021 beslöt sig Dousa för att flytta ifrån Kista efter att någon kastat in en handgranat i trappuppgången bredvid hans trappuppgång.